# Campo Bahia
Campo Bahia, född 14 maj 2015 i Blentarps socken i Skåne län, är en svensk varmblodig travhäst. Han tränas och körs av sin uppfödare Conrad Lugauer.
Campo Bahia började tävla i april 2018, och har till juli 2020 sprungit in 4,2 miljoner kronor på 16 starter, varav 8 segrar och 2 andraplatser. Han har tagit karriärens hittills största seger i Konung Gustaf V:s Pokal (2019) och han har också segrat i Johan Jacobssons Minne (2019). Han kom även på andraplats i Svenskt Trav-Kriterium (2018).
Då han segrade i Konung Gustaf V:s Pokal på Åby den 11 maj 2019, vann han på tiden 1.10,6 över 2140 meter med autostart, vilket innebar nytt svenskt rekord. Rekordet slogs den 19 juni 2019 av Attraversiamo, som vann Prix Readly Express på tiden 1.10,5, en tiondel snabbare.

## Exteriör och signalement
Campo Bahia är brun med ett stjärnämne på huvudet som signalement, vilket är större vita prickar eller fläckar i pannan.

## Karriär

### Tiden som unghäst

#### 2018
Campo Bahia debuterade i lopp den 5 april 2018, på hemmabanan Jägersro. I loppet kördes han av tränare Conrad Lugauer, som även kom att bli hans ordinarie kusk. I loppet slutade ekipaget på en andraplats. Den 17 juli 2018 tog han sin första seger i karriären, då han gjorde sin andra start i karriären, även den på Jägersro. I loppet kördes han av Lugauers son Marc Elias. Segern var värd 30 000 kronor.
Den 18 september 2018 kvalade han in till årets upplaga av treåringsloppet Svenskt Trav-Kriterium på Solvalla, då han vann sitt uttagningslopp som storfavorit. Tränare Conrad Lugauer strödde lovord över hästen och sa bland annat att han är den bästa häst som han tränat. I finalen kom han på andraplats bakom Inti Boko, körd av Johnny Takter. Andraplatsen var värd 2 miljoner kronor.

#### 2019
Campo Bahia årsdebuterade den 6 april 2019 på hemmabanan Jägersro i ett fyraåringslopp. I loppet var han favoritspelad, och trots galopp i startmomentet var han överlägsen sina konkurrenter och vann med sex längder. Även denna gången strödde Lugauer lovord över hästen, och Stefan Hultman kallade honom för en blivande värdsstjärna.
Nästa start gjordes den 25 april 2019 på Åby, i ett uttagningslopp till Konung Gustaf V:s Pokal. Han vann loppet med 1,5 längd och kvalificerade sig därmed för finalloppet i mitten på maj. Den 11 maj 2019 segrade i Konung Gustaf V:s Pokal på tiden 1.10,6 över 2140 meter med autostart, vilket innebar nytt svenskt rekord. Lugauer sa efter loppet att Campo Bahia kan vara Sveriges framtidshopp i Prix d'Amérique.
Den 1 september 2019 startade han som storfavorit i årets upplaga av Svenskt Travderby. Han galopperade i loppet och slutade oplacerad. Efter floppen i Derbyfinalen gjorde han comeback den 23 november 2019 med att vinna Johan Jacobssons Minne på Jägersro.
Under det franska vintermeetinget 2019–2020 anmäldes Campo Bahia till Critérium Continental på Vincennesbanan den 22 december 2019. I loppet lottades han till spår ett, och värsta konkurrenten Face Time Bourbon lottades till spår tre. Lugauer aviserade även att hästen kommer att tävla utan skor på hovarna för första gången i karriären. Vinnaren i Critérium Continental blir direktkvalificerad till Prix d'Amérique. I loppet tog Campo Bahia ledningen och ledde ända in på upploppet, då han plötsligt galopperade. Lugauer sa efter loppet att planerna inför årets Prix d'Amérique ställs in. Loppet vanns istället av främste utmanaren Face Time Bourbon och Björn Goop.
För sitt framgångsrika 2019 blev han en av fyra nominerade hästar till titeln "Årets 4-åring" vid Hästgalan. Han förlorade utmärkelsen som istället vanns av Attraversiamo.

### Högsta eliten

#### 2020
Under 2020 tar Campo Bahia steget från unghäst till att regelbundet börja möta den äldre eliten. Han inledde året med att starta i Prix de Croix den 11 januari 2020 på Vincennesbanan. I loppet kördes han av Marc Elias sedan Conrad Lugauer inte kunnat köra på grund av skada. Han ledde loppet länge, men lyckades inte öka på upploppet och slutade på sjätteplats.

## Statistik
| Statistik för Campo Bahia (Ref.) | Statistik för Campo Bahia (Ref.) | Statistik för Campo Bahia (Ref.) | Statistik för Campo Bahia (Ref.) | Statistik för Campo Bahia (Ref.) | Statistik för Campo Bahia (Ref.) |
| -------------------------------- | -------------------------------- | -------------------------------- | -------------------------------- | -------------------------------- | -------------------------------- |
| Starter                          | Placeringar                      | Startprissumma                   | Segerprocent                     | Platsprocent                     | Rekord                           |
| 14                               | 8-2-0                            | 4 125 444 kr                     | 57 %                             | 71 %                             |                                  |

### Löpningsrekord
| Datum       | Bana     | Lopp                                  | Tid    | Distans | Startmetod | Kusk           |
| ----------- | -------- | ------------------------------------- | ------ | ------- | ---------- | -------------- |
| 11 maj 2019 | Åby      | Konung Gustaf V:s Pokal               | 1.10,6 | 2 140 m | autostart  | Conrad Lugauer |
| 21 aug 2019 | Jägersro | Uttagningslopp till Svenskt Travderby | 1.13,1 | 2 640 m | autostart  | Conrad Lugauer |

### Större segrar
| År   | Lopp                    | Kusk           | Vinstbelopp   | Grupp   |
| ---- | ----------------------- | -------------- | ------------- | ------- |
| 2019 | Konung Gustaf V:s Pokal | Conrad Lugauer | 1 150 000 SEK | Grupp 1 |

### Starter
| Ingen skoinformation | Ingen skoinformation |

| Skor fram | Skor bak |

| Skor fram | Skor bak |

| Skor fram | Skor bak |

| Skor fram | Skor bak |

| Skor fram | Skor bak |

| Skor fram | Skor bak |

| Skor fram | Skor bak |

| Skor fram | Skor bak |

| Skor fram | Skor bak |

| Skor fram | Skor bak |

| Skor fram | Skor bak |

| Ingen skoinformation | Ingen skoinformation |

| Skor fram | Skor bak |

| Inga skor fram, ändrat sedan förra start | Inga skor bak, ändrat sedan förra start |

| Skor fram, ändrat sedan förra start | Skor bak, ändrat sedan förra start |

| Skor fram | Skor bak |

| Skor fram | Skor bak |

| Ingen skoinformation | Ingen skoinformation |

## Stamtavla
| Efter Muscle Hill 2006        | Muscles Yankee 1995 | Valley Victory 1986   | Baltic Speed    |
| Efter Muscle Hill 2006        | Muscles Yankee 1995 | Valley Victory 1986   | Valley Victoria |
| Efter Muscle Hill 2006        | Muscles Yankee 1995 | Maiden Yankee 1981    | Speedy Crown    |
| Efter Muscle Hill 2006        | Muscles Yankee 1995 | Maiden Yankee 1981    | Wistful Yankee  |
| Efter Muscle Hill 2006        | Yankee Blondie 1996 | American Winner 1990  | Super Bowl      |
| Efter Muscle Hill 2006        | Yankee Blondie 1996 | American Winner 1990  | B.J.'s Pleasure |
| Efter Muscle Hill 2006        | Yankee Blondie 1996 | Yankee Bambi 1976     | Hickory Pride   |
| Efter Muscle Hill 2006        | Yankee Blondie 1996 | Yankee Bambi 1976     | Yankee Duchess  |
| Undan Americandream A.T. 2005 | Extreme Dream 1992  | Quito de Talonay 1982 | Florestan       |
| Undan Americandream A.T. 2005 | Extreme Dream 1992  | Quito de Talonay 1982 | Dent Blanche    |
| Undan Americandream A.T. 2005 | Extreme Dream 1992  | Tahitienne 1985       | Kimberland      |
| Undan Americandream A.T. 2005 | Extreme Dream 1992  | Tahitienne 1985       | Oligiste        |
| Undan Americandream A.T. 2005 | American Goal 1995  | Armbro Goal 1985      | Speedy Crown    |
| Undan Americandream A.T. 2005 | American Goal 1995  | Armbro Goal 1985      | Armbro Flight   |
| Undan Americandream A.T. 2005 | American Goal 1995  | Wunschelrute 1978     | Advokat         |
| Undan Americandream A.T. 2005 | American Goal 1995  | Wunschelrute 1978     | Schönfelderin   |